# Altranstädter Konvention

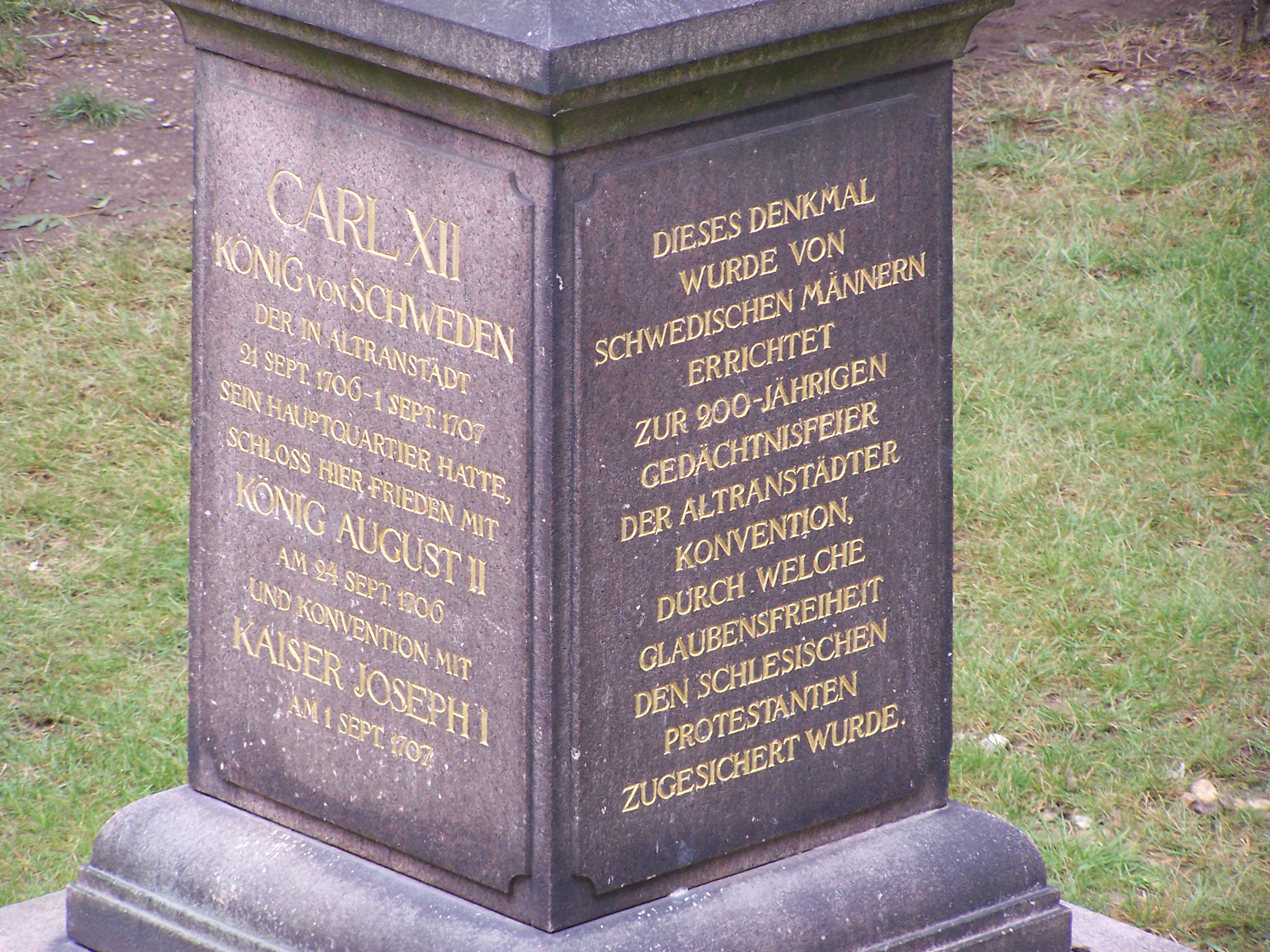
Denkmal im Innenhof errichtet anlässlich der Altranstädter Konvention vom 1. Sept. 1707

Die Altranstädter Konvention (auch Vertrag von Altranstädt genannt) wurde am 1. September 1707 im Schloss zu Altranstädt zwischen Karl XII. von Schweden und Kaiser Josef I. geschlossen.
Der Kaiser gewährte darin die Glaubensfreiheit für Schlesien. Den schlesischen Protestanten wurden 121 ihrer nach 1648 vertragswidrig beschlagnahmten Kirchen zurückgegeben und der Bau von sechs Gnadenkirchen in Sagan, Freystadt, Hirschberg, Landeshut, Militsch und in Teschen gestattet.
Ebenso durften die bestehenden drei Friedenskirchen von Glogau, Jauer und Schweidnitz mit Türmen und Glocken versehen werden.

## Der politische Hintergrund

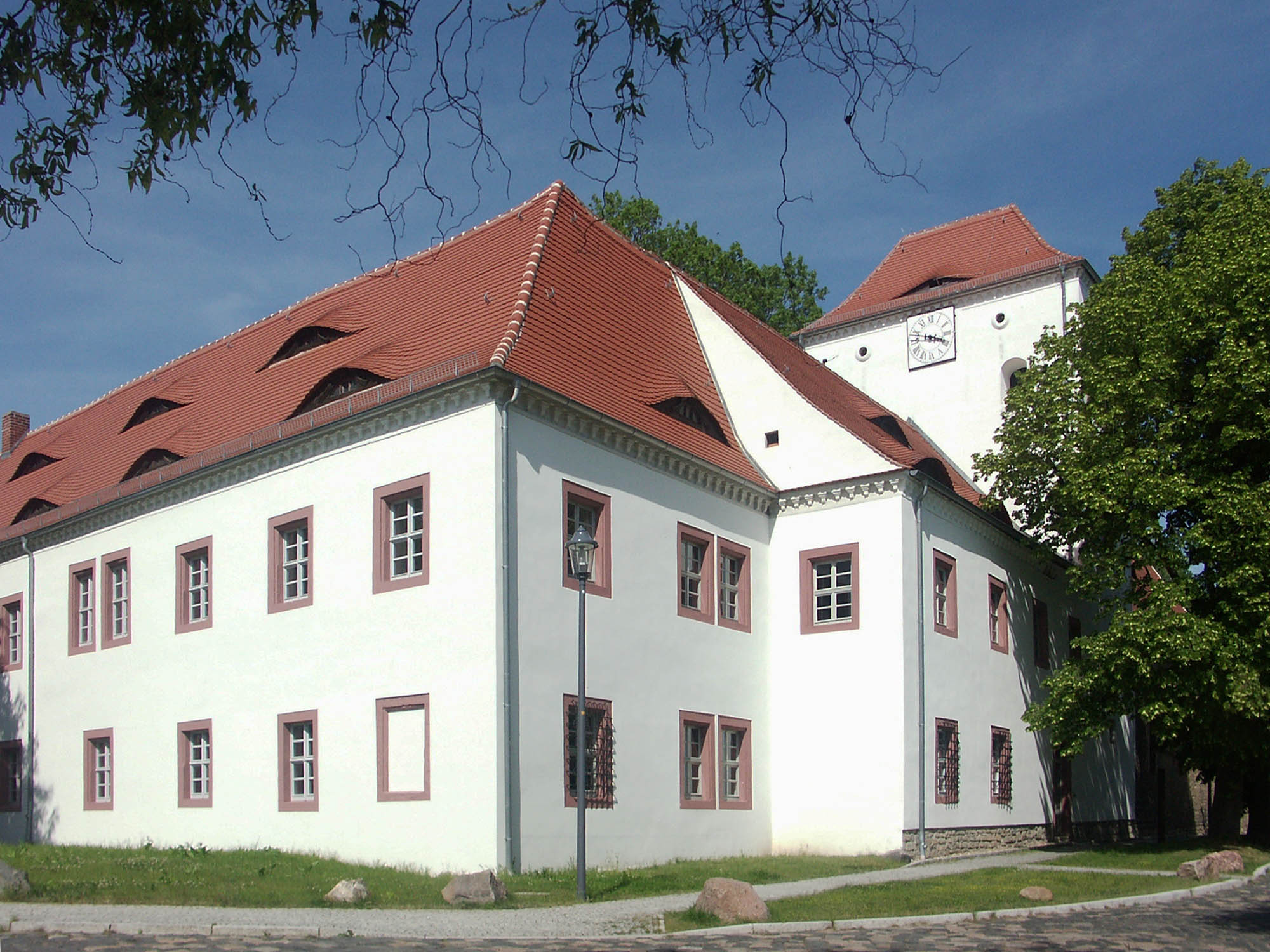
Altranstädter Schloss

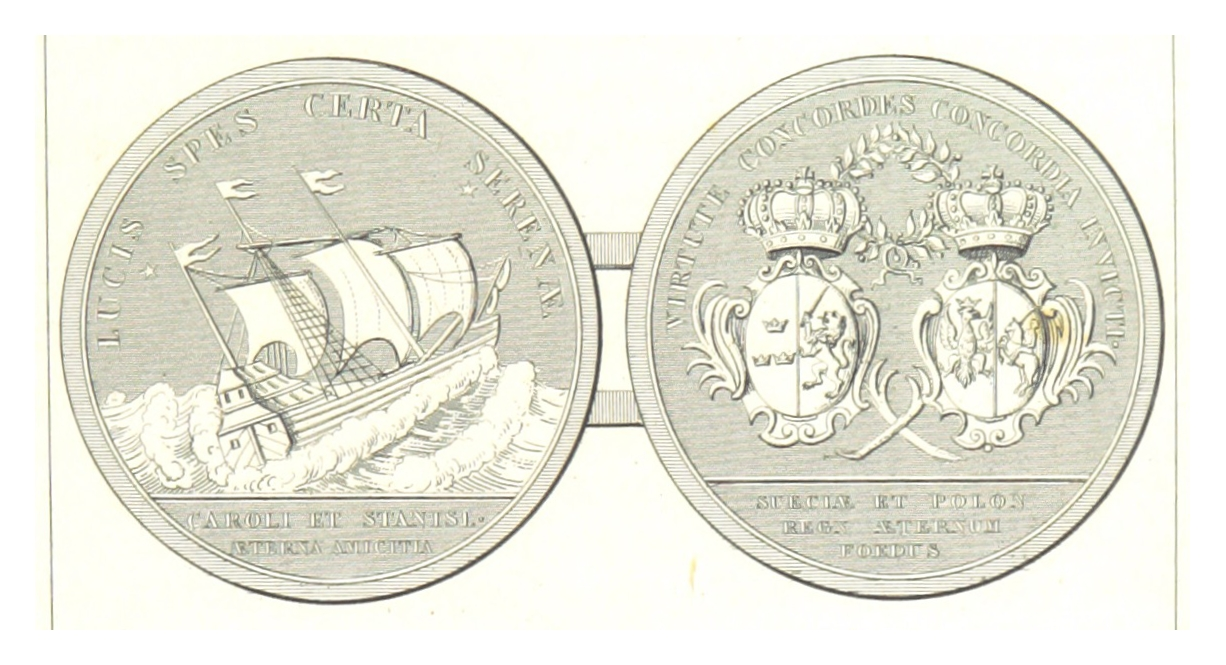
Gedenkmedaille zur schwedisch-polnischen Allianz von 1706

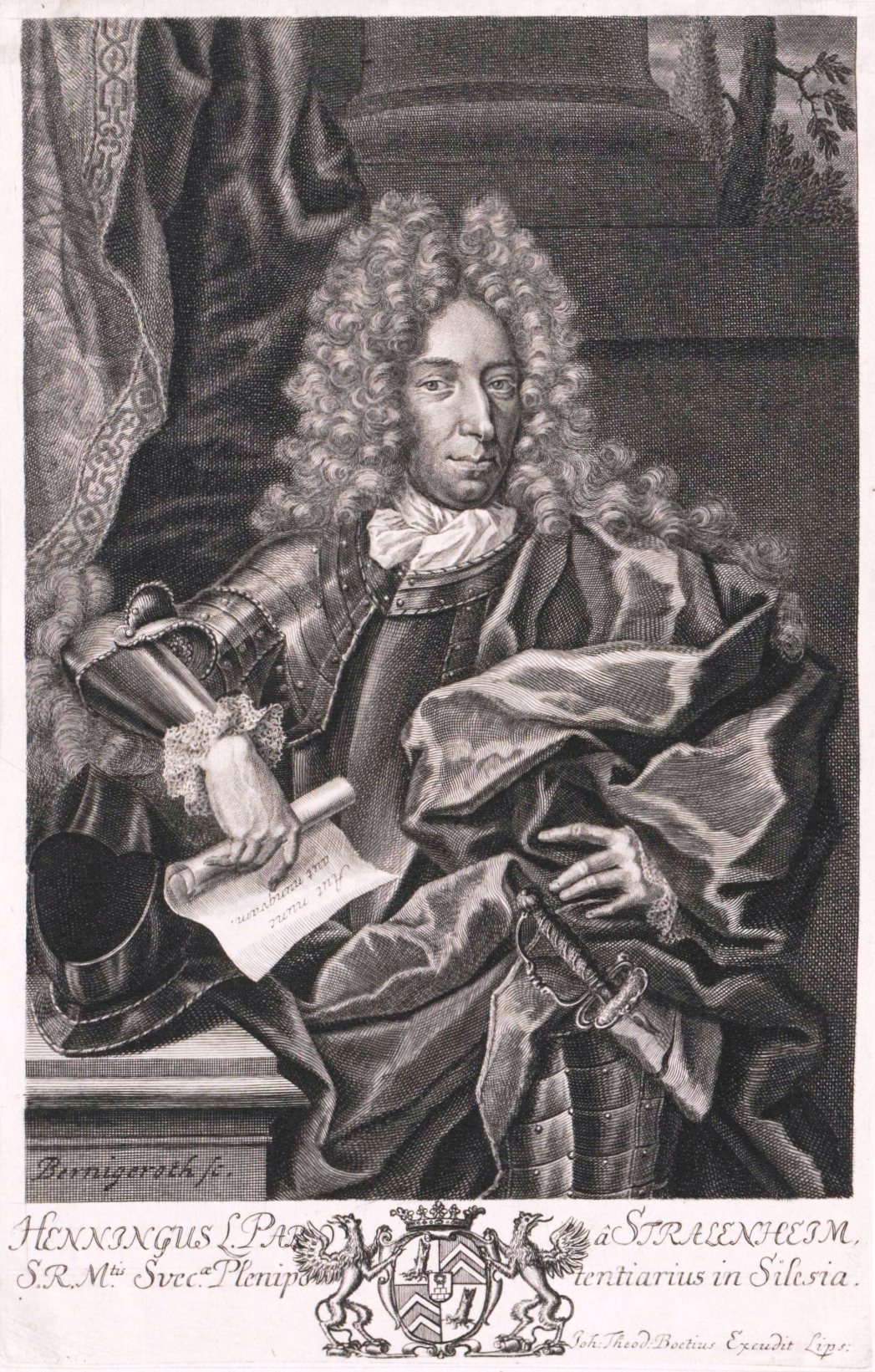
Henning von Stralenheim

Nachdem Schweden im Großen Nordischen Krieg, in dem zwischen 1700 und 1721 um die Vormachtstellung im Ostseeraum gerungen wurde, im März 1700 von Dänemark, Sachsen und Russland angegriffen worden war, besetzte der schwedische König Karl XII. 1706 nach erfolgreichen Kämpfen Sachsen und richtete im Schloss Altranstädt, das westlich von Leipzig gelegen war, sein ständiges Quartier ein. Von dort aus plante er militärisch und diplomatisch die Weiterführung des Krieges gegen den russischen Zaren Peter I. Auf seinem Weg nach Sachsen zog Karl über Schlesien und somit über das kaiserliche Territorium, wodurch er die Verpflichtung zum Reichsfrieden verletzte.:248
Am 24. September 1706 kam es zum Frieden von Altranstädt zwischen Schweden und Sachsen-Polen. Darin musste August der Starke, der zugleich Kurfürst von Sachsen und König von Polen war, auf die polnische Krone verzichten. Karl XII. setzte an seiner Stelle Stanislaus I. Leszczyński zum neuen polnischen König ein. August der Starke hatte seinen Krieg gegen Schweden mit Hilfe einer 1226 Mann starken russischen Hilfstruppe geführt. Karl XII. forderte von ihm, sie ihm auszuliefern. August entzog sich dieser Forderung, indem er die Hilfstruppen an den Kaiser abtrat. Nun wandte sich der schwedische König mit dieser Forderung in scharfem Ton an den Kaiser.:3
Der kaiserliche Gesandte am schwedischen Hof, Franz Ludwig von Zinzendorf, befürchtete, dass Karl XII., der als überzeugter Lutheraner bekannt war, die Unterdrückung der mehrheitlich protestantischen Bevölkerung in der habsburgisch-kaiserlichen Provinz Schlesien zum Anlass nehmen könnte, diese Provinz zu besetzen. Damit wäre Schweden de facto auf Seiten seines traditionellen Verbündeten Frankreich in den seit 1701 andauernden Spanischen Erbfolgekrieg gegen den Kaiser eingetreten.:213 Da der Großteil der kaiserlichen Truppen auf den westlichen Kriegsschauplätzen gebunden war, wäre Schlesien kaum wirksam zu verteidigen gewesen.
Nach dem Westfälischen Friedenstraktat von 1648 hatte der schwedische König ein Mitspracherecht in schlesischen Konfessionsangelegenheiten und galt als Schutzmacht der Protestanten. Am Wiener Hof glaubte man zunächst nicht an ein ernsthaftes Eingreifen, weil Karl noch im Februar 1707 diese Möglichkeit ausgeschlagen hatte.:4 Unter den schlesischen Protestanten wurde er als Retter und als ein zweiter Gustav Adolf angesehen, der ihnen ihre religiöse Freiheit wiederbringen könnte.:48f
Karl XII. beauftragte seinen Gesandten in Wien, Freiherr Henning von Stralenheim bereits im März 1707, ein genaues Gutachten über die Lage der schlesischen Protestanten anzufertigen. Obwohl sich der König in erster Linie auf die Vorbereitungen zum Krieg gegen Russland konzentrierte, war ihm dieser religiöse Vorwand willkommen, um Druck auf den kaiserlichen Hof auszuüben.:35

## Der Gegenstand des Streits
Der Streit ging in erster Linie um die den Protestanten weggenommenen (rekonziliierten) Kirchen in den Fürstentümern Liegnitz, Brieg und Wohlau. Mit dem Tod des letzten kalvinistischen Piastenherzogs von Niederschlesien, Georg Wilhelm I. 1675, hatten die Reformierten ihre Stütze verloren. Kaiser Leopold I. begann dort sodann mit der Gegenreformation, die sich jedoch wegen drohender Türkengefahr erst langsam entfalten konnte. Nun entstand dort ein publizistischer Streit um die Auslegung des Westfälischen Friedenstraktates in diesem Gebiet, ob ihre Bestimmungen zugunsten der Evangelischen bloß aus kaiserlicher Gnade entstanden waren, so dass sie jederzeit zurückgenommen werden konnten, oder ob sie bindend und somit nicht von Wohlwollen des Kaisers abhängig waren. Der Wiener Hof behauptete das Erstere, die Protestanten betonten, dass die nach 1648 rekonziliierten Kirchen ihnen zustünden.:14, 47:214f

## Der Inhalt
Die Konvention selbst bestand nicht aus einem Dokument, sondern aus zwei „Instrumenten“. Grund dafür waren protokollarisch bedingte Spannungen. Entgegen gängigen diplomatischen Gepflogenheiten wollte Karl XII. unbedingt vor dem Kaiser erwähnt und mit „Majestät“ angeredet werden, was Kaiser Joseph I. jedoch nicht zulassen wollte. So wurde das erste „Instrument“, das die eigentliche Konvention darstellte, von der katholischen Seite, nämlich vom kaiserlichen Minister, Johann Wenzel Graf Wratislaw von Mitrowitz, und von dem Kaiser unterzeichnet. Das zweite „Instrument“ bildeten drei schwedische Separatartikel, in denen Karl XII. einige seiner Vorbehalte artikulierte. Den Hauptteil der Konvention bilden vier Artikel, wobei der erste der wichtigste ist.

### Schlesien
Der erste Artikel beschreibt in elf Paragraphen die umstrittenen schlesischen Religionsbestimmungen. Am meisten profitierten von diesen Bestimmungen die Fürstentümer Liegnitz, Brieg, Wohlau, Oels, Münsterberg und die Stadt Breslau. In diesen Städten mussten alle Kirchen und Schulen, die den Protestanten nach dem Westfälischen Frieden weggenommen worden waren, wieder zurückgegeben werden (Art. 1 § 1). Der Kaiser verpflichtete sich, keine Kirche und keine Schule im ganzen schlesischen Gebiet mehr wegzunehmen, sondern die Geistlichen und Schulangestellten zu schützen. In jenen Gebieten, in denen ein katholischer Herr das Patronatsrecht über eine evangelische Kirche ausübte, musste dieser die evangelischen Geistlichen berufen (Art. 1 § 8).:44
Die weiteren Bestimmungen bezogen sich auf ganz Schlesien. Insbesondere in den Erbfürstentümern, in denen seit 1648 das öffentliche Bekenntnis der Augsburgischen Konfession verboten, das private dagegen erlaubt war, wurde das Recht zur öffentlichen Ausübung eingeräumt. Die Zahl der protestantischen Geistlichen sollte nicht verringert und niemand zum Besuch katholischer Gottesdienste gezwungen werden (Art. 1 § 2 und 3).
Die schwedischen Separatartikel wurden mit dem Willen des schwedischen Königs zur Festigung der „aufrichtigen Freundschaft“ mit dem Haus Österreich eingeleitet, wonach drei Artikel folgten. Im ersten beschwor Karl die Bedeutung des Westfälischen Friedens, im zweiten versprach er, sich mit seiner Armee aus den kaiserlichen Erblanden sofort zurückzuziehen, nachdem sichergestellt werden sollte, dass der Kaiser die Konvention ratifiziert und genügend publiziert haben würde. Im dritten Artikel drohte Karl, dass er solange in Schlesien verbliebe, bis die Beschlüsse ratifiziert worden wären, sollte die Konvention in der festgelegten Zeit nicht erfüllt werden. Die Frist betrug sechs Monate.
Vom Inhalt her war die Konvention in erster Linie ein Religionsvertrag zugunsten der schlesischen Lutheraner – die Reformierten blieben ausgeschlossen. Der Wiener Hof war um Schadensbegrenzung bemüht und musste sich nun überlegen, inwiefern der Vertrag die kaiserliche Religionspolitik beeinflussen würde. Man kam zur Einsicht, dass die Konvention im Hinblick auf die reformierten Verbündeten eher stabilisierend wirken könnte, da nichts beschlossen worden war, was nicht über den Westfälischen Friedenstraktat hinausging. Dennoch gab es nicht wenige negative Stimmen, die unabhängig von ihrer toleranten Denkweise eingestehen mussten, dass die seit dem Dreißigjährigen Krieg geführte absolutistische „Universal-Religions-Einigkeit“ in Schlesien ihr Ende gefunden hatte. Schlesien blieb somit ein konfessionell gemischtes Gebiet, in dem die Gegenreformation nur teilweise erfolgreich war.:44–46

### Weitere Artikel
Im Artikel 2 versprach der Kaiser, den Vertrag zwischen dem Domkapitel des Hochstifts Lübeck und dem mit Schweden verbündeten Haus Holstein-Gottorp über die Wahl von Angehörigen dieses Hauses zu Fürstbischöfen von Lübeck zu bestätigen und damit die Herrschaft der Gottorfer im Hochstift gegenüber dänischen Ansprüchen reichsrechtlich abzusichern.
Artikel 3 bezog sich auf die Befreiung der schwedischen Anteile am Reich von Militärkontingenten und Reichsabgaben.
Im Artikel 4 wurde Karl XII. das Recht zugestanden, die Bürgen für die Konvention frei wählen zu können.

## Die Rückgabe der Kirchen
Für die Katholiken war die Rückgabe der Kirchen fast schon eine Zumutung, da es sich um keine geringe Zahl handelte. Im Fürstentum Brieg war zu der Zeit fast die Hälfte aller lutherischen Kirchen reduziert. Im Fürstentum Wohlau war es ein Drittel und im Fürstentum Liegnitz weniger als ein Drittel.
Die größten Bedenken waren jedoch theologischer Natur, da es den Katholiken schwer fiel, bereits konsekrierte Kirchen wieder abzugeben. So begann die Religionskommission zunächst, die noch nicht geweihten Kirchen („gesperrte Kirchen“) zurückzugeben. Bis zum Ablauf der Sechsmonatsfrist wurden bis auf einige strittige Ausnahmen alle rekonziliierten Kirchen zurückgegeben. Bis 1709 waren es insgesamt 125 Kirchen.:124–137, 248
Die sechs im Westfälischen Frieden privilegierten schlesischen Territorien bekamen weitgehend ihre alten evangelischen Freiheiten. Die evangelischen Stände versuchten, in den übrigen Gebieten weitere Vergünstigungen zu erzielen. Einige Erfolge konnten die Evangelischen verbuchen. So durften sie neben den turmlosen Friedenskirchen von Glogau, Schweidnitz und Jauer Türme, Glocken und Schulen erbauen, wenngleich diese aus Fachwerk bestehen mussten, es sei denn, dass sich die Kirchen einen Kanonenschuss weit weg von den Stadttoren befanden. Außerdem wurde die Wiedererrichtung der lutherischen Konsistorien in den Fürstentümern Liegnitz, Brieg und Wohlau beschlossen.

## Die Gnadenkirchen

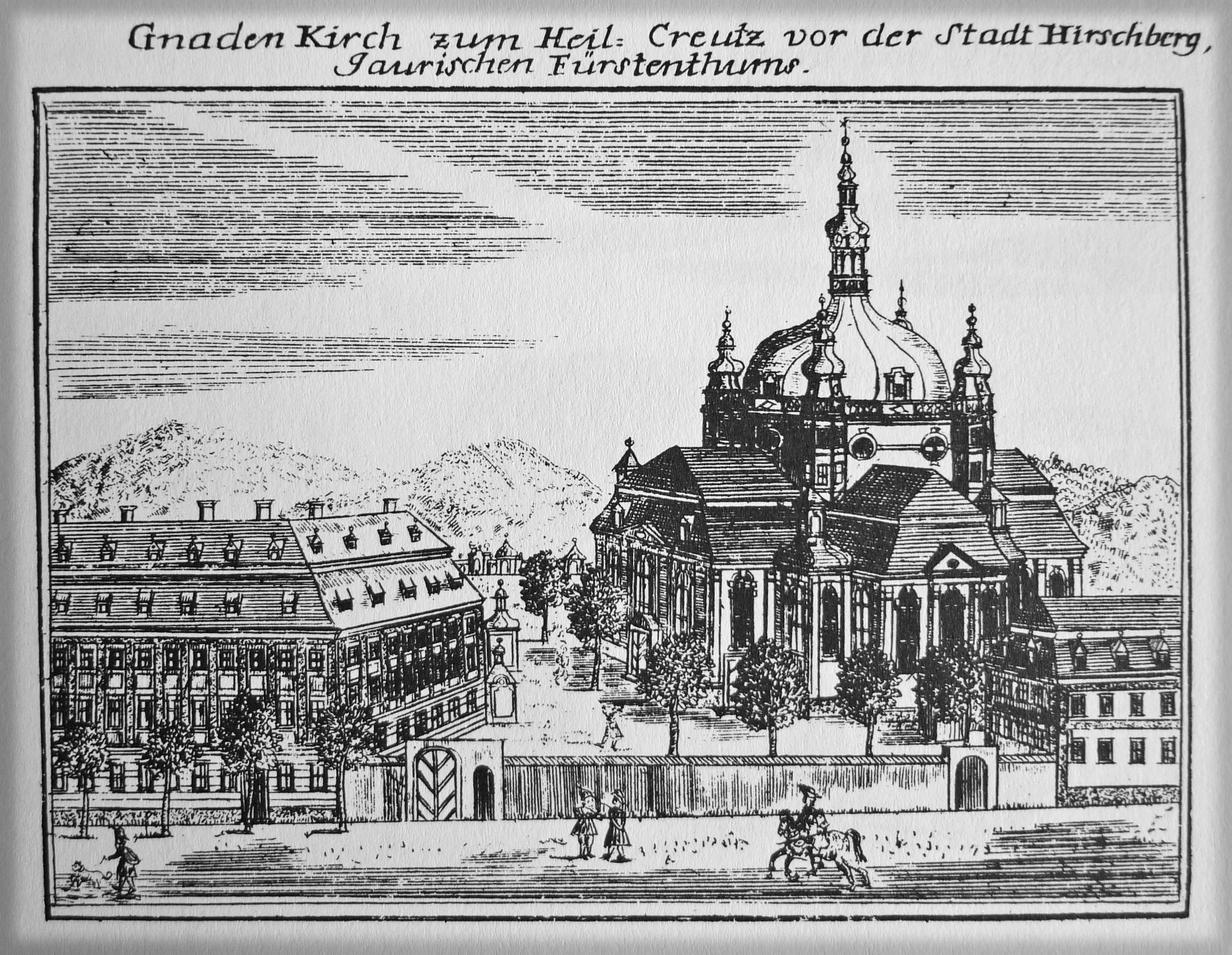
Die Gnadenkirche von Hirschberg im Fürstentum Jauer in einer zeitgenössischen Darstellung

Doch erzielten die Protestanten den sicherlich größten Erfolg der zweiten Verhandlungsrunde, als sie dem Kaiser die sechs „Gnadenkirchen“ in Freystadt, Sagan, Militisch, Hirschberg, Landeshut und Teschen abverlangten. Die Errichtung von fünf bis sechs zusätzlichen evangelischen Kirchen war schon Gegenstand der Verhandlung vor der Unterzeichnung der Altranstädter Konvention gewesen. In der zweiten Verhandlungsrunde wurde dieser Punkt aufgegriffen.
Die schlesischen evangelischen Stände hatten bis zum 20. November 1708 Zeit, sich für die Errichtung einer Gnadenkirche auf ihrem Territorium zu bewerben. Im Januar 1709 fiel schließlich die Entscheidung über die sechs Städte. Dieser Begriff wurde jedoch nicht sofort verwendet. Man sprach zunächst von „Toleranzkirchen“. Der Kaiser war zwar zu diesem Eingeständnis bereit, wollte jedoch sein Gesicht wahren. So wollte er nicht, dass sich die Schweden der Errichtung dieser Kirchen rühmten, sondern wollte nach außen zeigen, dass diese Kirchen aus kaiserlicher Gnade entstanden seien. Dieser Begriff wurde bald aufgegriffen.:198–215

## Der Breslauer Exekutionsrezess
Fast anderthalb Jahre nach der Unterzeichnung der Altranstädter Konvention und elf Monate nach der festgesetzten 6-Monats-Frist wurde die Konvention am 8. Februar 1709 mit dem Breslauer Exekutionsrezess zum Abschluss gebracht. Als kaiserlicher Kommissar war Johann Anton Gotthard von Schaffgotsch (1675–1742), der katholische Landeshauptmann der Fürstentümer Schweidnitz und Jauer, an der Umsetzung der Konvention beteiligt. Religionskommission und der kaiserliche Sonderbevollmächtigte, Graf Zinzendorff, trafen sich im Breslauer Quartier des schwedischen Gesandten Stralenheim, um dort die entsprechenden Urkunden auszustellen. Beide Seiten waren nun froh, dass es zum Abschluss gekommen war. So gesehen gab es anders als noch anderthalb Jahre vorher keinen Verlierer. Für die Kaiserlichen stellte der sog. „schwedische Revers“ den wichtigsten Punkt dar. Darin erklärte Stralenheim, dass alle Forderungen der Protestanten erfüllt worden seien. Somit war auch das schwedische Interzessionsrecht zugunsten der schlesischen Protestanten aus dem Westfälischen Frieden erloschen.:227–233, 250 Wenige Monate nach dem Breslauer Exekutionsrezess erlitt die schwedische Armee in der Schlacht bei Poltawa in der Ukraine eine desaströse Niederlage, die letztlich das Ende der schwedischen Großmachtstellung in Europa bedeutete. Die schlesischen Protestanten konnten sich somit glücklich schätzen, dass die Konvention noch vor diesem Ereignis in Kraft getreten war.

## Die Bedeutung der Konvention
Die Altranstädter Konvention stellte somit einen bedeutenden Einschnitt in der Konfessionsgeschichte Schlesiens dar. Sie beendete den katholischen Absolutismus und somit die Gegenreformation und bewirkte, dass Schlesien weiterhin eine konfessionell gemischte Region blieb. Die im Westfälischen Friedenstraktat verankerte Religionsfreiheit war zuvor in Schlesien wenig zur Anwendung gebracht bzw. im Nachhinein revidiert worden. So erlangten die Protestanten erst ab 1707/09 ihre Rechte (was allerdings noch keine Gleichberechtigung mit den Katholiken bedeutete). Diese Toleranz war ausdrücklich nur auf das Augsburgische Bekenntnis beschränkt. Für die reformierten Konfessionen wurde es erst am Ende des 18. Jhdt. leichter, nämlich unter der Herrschaft des Kaisers Joseph II. Zur gleichberechtigten Konfession wurden die Protestanten jedoch viel später, in Österreich erst mit dem Protestantenpatent von Kaiser Franz Joseph I. (1861).:221